# 1er régiment suisse
Le 1er régiment suisse est un régiment suisse au service de l'armée française du Premier Empire.
Il est créé en 1805 à la suite d'une capitulation entre la Confédération suisse et la France. Après avoir séjourné longuement en Italie et dans le royaume de Naples, où il participe à la bataille de Maida en 1806, le régiment prend part à la campagne de Russie au sein de la Grande Armée en 1812. Au cours des opérations, le 1er suisse est le plus souvent tenu en réserve mais joue un rôle important lors des deux batailles de Polotsk et lors du franchissement de la Bérézina.
En dépit des très lourdes pertes subies en Russie, des éléments du régiment servent encore aux côtés des forces françaises jusqu'à l'abdication de Napoléon en 1814.

## Historique

### Formation
La capitulation signée entre la France et la Suisse le 27 septembre 1803 comporte plusieurs articles portant sur la création de nouveaux régiments suisses au service de la France. Ceux-ci, au nombre de quatre, doivent fournir 16 000 hommes à la solde des Français. Il faut cependant attendre mars 1805 pour que l'empereur français Napoléon Ier ordonne par décret la réorganisation des troupes suisses. Ne sont conservées que trois demi-brigades, issues des six demi-brigades d'origine de la Légion helvétique, qui fusionnent à leur tour pour donner naissance, le 15 mars 1805, au 1er régiment suisse. La 1re demi-brigade helvétique, alors stationnée à La Rochelle, y est dissoute le 11 mai 1805 afin de constituer le 3e bataillon du nouveau régiment. Le 4e bataillon est formé un mois plus tard à Livourne à partir de la 2e demi-brigade helvétique. Quant à la 3e demi-brigade helvétique, en garnison à Bastia, ses éléments sont répartis entre le 1er et le 2e bataillon le 5 juillet 1805,,.
Napoléon s'occupe personnellement de la formation des régiments suisses et demande que les autorités françaises et non suisses procèdent à la sélection des officiers et des soldats, se réservant pour lui-même la nomination des officiers au-dessus du grade de major. C'est également à l'Empereur qu'il revient d'approuver la désignation des officiers des compagnies de grenadiers d'après une liste de noms établie par le colonel-général des Suisses (une dignité impériale conférée en 1807 au maréchal Jean Lannes). Soucieux d'empêcher la Confédération des XIX cantons de développer des institutions militaires susceptibles de détourner les volontaires de ses propres régiments suisses, Napoléon interdit la création d'académies d'état-major suisses et limite les forces nationales à 20 000 hommes sous la forme d'une milice d'autodéfense.
Quoique composés en majorité d'anciens soldats des demi-brigades helvétiques récemment dissoutes, les bataillons du 1er suisse sont dispersés, à l'époque de la création de l'unité, entre l'Italie du Nord, la Corse et l'île d'Elbe, à telle enseigne que le régiment n'est considéré comme opérationnel que le 4 juillet 1806 ; son effectif est alors de seulement 2 887 hommes mais est progressivement augmenté dans les mois suivants par des détachements de renfort en provenance de Suisse.

## Campagnes et batailles

### En Italie et dans le royaume de Naples

#### 4ebataillon
En 1805, le 4e bataillon du 1er régiment suisse, sous les ordres du chef de bataillon Louis Clavel, est détaché à l'aile droite de l'armée d'Italie, commandée par le général Gouvion-Saint-Cyr. Intégré à la division du général Reynier, son effectif au 25 novembre est de 573 hommes. C'est dans ce contexte qu'il participe à la bataille de Castelfranco Veneto, au cours de laquelle trois de ses officiers sont blessés.
Le 4e bataillon participe l'année suivante à l'invasion de Naples, toujours au sein de la division Reynier. Le 4 juillet 1806, il est engagé à la bataille de Maida face au corps expéditionnaire britannique du général John Stuart. Vers la fin de la bataille, alors que la déroute de l'aile droite française est consommée, les Britanniques confondent le 1er suisse avec le régiment suisse de Watteville, en service dans l'armée anglaise, du fait de leur uniforme presque identique. Ce faisant, les highlanders du 78e régiment d'infanterie laissent le 1er suisse s'avancer à très courte portée et essuient de la part de ce dernier une décharge de mousqueterie très meurtrière qui ne fait qu'accroître la confusion, le 78e se croyant victime du feu ami. Les soldats britanniques ne se rendent compte que tardivement de leur méprise et doivent battre en retraite. Le 78e se reforme cependant et repousse les Suisses sur la brigade Digonet, avec laquelle le 1er suisse se replie lentement et en bon ordre.
Après la fin de la bataille, le 1er suisse, conjointement avec le 23e régiment d'infanterie légère, le 9e régiment de chasseurs à cheval et une batterie de quatre canons de six livres, est chargé de couvrir la retraite de l'armée. Sur 600 hommes engagés, les Suisses perdent 82 tués ou blessés et 55 prisonniers. Ces chiffres sont toutefois sujets à caution dans la mesure où les rapports officiels britanniques font état de 102 prisonniers suisses capturés à Maida. Les pertes des officiers s'établissent à un tué, un mortellement blessé et quatre blessés, parmi lesquels le chef de bataillon Clavel. Secouru par le régiment britannique de Watteville et échangé contre des prisonniers français, il finit par succomber à ses graves blessures le 23 juillet 1808, deux ans après Maida.
À la suite du désastre de Maida, la population de Calabre, demeurée particulièrement fidèle à la cause des Bourbons malgré la création récente du royaume de Naples sous influence française, se soulève contre le roi Joseph Bonaparte. Le 5 juillet 1806, le régiment et le reste de l'armée de Reynier, affamés et assoiffés, traversent au cours de leur retraite le village de Marcellinara. À leur grande surprise, ils y sont reçus avec enthousiasme par les habitants qui, trompés là encore par les uniformes rouges des Suisses, les accueillent aux cris de « Vive les Britanniques » et de « Mort aux Français ». Les Suisses mettent fin à l'imbroglio en tirant sur la foule et le village est mis à sac.

#### 3ebataillon
Originellement destiné à faire partie de l'armée de Naples, le 3e bataillon du régiment est détourné de cette affectation pour combattre une importante insurrection de paysans italiens à Parme, Plaisance et dans la vallée de la Trebbia en janvier 1806. Ce soulèvement de plus de 20 000 habitants révoltés par les exactions des forces d'occupation françaises préfigure le type de combats que les Suisses s'apprêtent à devoir disputer en Calabre. Le 3e bataillon arrive finalement à Naples en septembre 1806, suivi de près par les 1er et 2e bataillons. Alors que le 4e bataillon reste cantonné à Naples afin de combler les pertes subies à la bataille de Maida, les trois autres bataillons prennent dès 1807 une part active aux tentatives des Français de pacifier la Calabre une bonne fois pour toutes.
Tout au long de la campagne de Calabre, le 1er régiment suisse révèle son efficacité dans la lutte contre les bandes de partisans. Le 1er bataillon se distingue ainsi lors du siège de Crotone, à la fin du mois de juin, à l'issue duquel deux de ses officiers se voient décerner la Légion d'honneur. Son efficacité sur le terrain est telle que le roi Joseph prend des dispositions pour transférer le 1er suisse à sa propre armée napolitaine alors balbutiante, ce en quoi il parvient à obtenir l'aval de Napoléon. Une convention est négociée à cet effet en décembre 1807 mais n'est ratifiée par l'ensemble des gouvernements cantonaux suisses qu'en juin 1808, date à laquelle Joseph a déjà accepté d'abandonner la couronne de Naples pour celle d'Espagne. Son successeur, le roi Joachim Murat, perçoit quant à lui l'admission d'étrangers au sein de ses troupes comme une insulte faite à ses nouveaux sujets, de sorte que le projet est abandonné.
Cette situation n'empêche pas Murat de continuer à utiliser le régiment dans le cadre de ses opérations militaires. Les grenadiers, les voltigeurs et l'artillerie de bataillon du régiment font ainsi partie du contingent d'élite qui, en octobre 1808, s'empare de l'île de Capri et capture la garnison britannique commandée par le général Hudson Lowe. L'année suivante, le 1er suisse joue également un rôle important dans la défense de Capri et de plusieurs installations côtières vulnérables. Si ces affrontements occasionnent quelques pertes au sein du régiment, un adversaire bien plus dangereux est le paludisme, endémique des environs de la baie de Naples, qui cause la mort de près de 800 hommes (dont certains préfèrent se suicider plutôt que de continuer à subir les effets débilitants de la maladie).
En 1810, les 1er et 2e bataillons, les compagnies d'élite des 3e et 4e bataillons (grenadiers et voltigeurs) et la compagnie d'artillerie régimentaire sont incorporés aux troupes que Murat a massées au cours du mois d'août dans le secteur de Reggio de Calabre en prévision de l'invasion de la Sicile. L'opération est finalement abandonnée après la capture en masse de deux bataillons napolitains débarqués sur les côtes siciliennes, et les différentes entités du 1er suisse sont alors dispersées dans diverses garnisons et affectations du sud de la Calabre. Ce n'est qu'en juillet 1811 que le 1er suisse quitte l'Italie pour rejoindre, après plus de cinq années d'absence, le gros des forces françaises qui se préparent à envahir la Russie.

### Campagne de Russie

#### Préparatifs

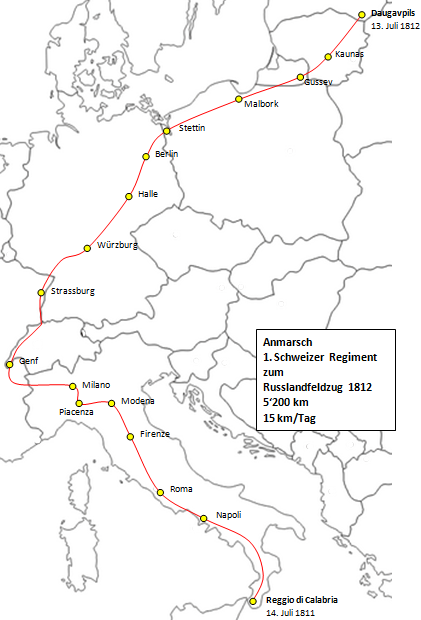
Trajet accompli par le 1er régiment suisse pour rejoindre la Grande Armée en Russie (les frontières indiquées correspondent aux délimitations actuelles).

Alors que la Grande Armée de Napoléon se rassemble à l'est du duché de Varsovie, le besoin d'augmenter le potentiel militaire des troupes suisses devient nécessaire aux yeux de l'Empereur, qui déclare : « nous devons accorder une attention particulière aux régiments suisses ». Sur les instances du souverain, des dispositions sont prises pour porter tant bien que mal l'effectif des régiments suisses à leur maximum théorique et parfaire leur organisation. En conséquence, tout au long de l'année 1812, les unités suisses sont progressivement reconstituées et dotées chacune d'une nouvelle compagnie d'artillerie régimentaire, soit deux canons de campagne de 3 livres par compagnie.
De plus, la convention régissant les quatre régiments suisses est renégociée, conformément aux intentions de Napoléon pour qui l'existence de quatre régiments plus petits mais complets est préférable à quatre régiments plus puissants mais ne respectant jamais l'effectif prescrit. Ainsi, le contingent suisse global est réduit à 12 000 hommes tandis que la composition des régiments est modifiée : chaque régiment suisse comprend désormais un état-major, trois bataillons d'active, un demi-bataillon de dépôt et une compagnie d'artillerie régimentaire ; dans le même temps, chaque bataillon d'active est formé d'une compagnie de grenadiers, de quatre compagnies de fusiliers et d'une compagnie de voltigeurs, fortes chacune de 140 hommes.
En vertu de l'article 9 des nouvelles conventions, le gouvernement suisse est tenu de fournir chaque année un contingent de 2 000 remplaçants afin de compenser l'attrition, un renfort annuel de 1 000 soldats supplémentaires étant prévu en cas de résurgence des hostilités en Allemagne ou en Italie.
En 1812, à la lumière des changements intervenus l'année précédente, le 1er suisse est restructuré en deux bataillons d'active, pour un effectif total de 2 103 hommes. Quoique pourvu à cette époque de seulement deux bataillons, il est le plus important des régiments suisses, suivi de près par le 2e régiment avec ses 1 822 hommes répartis en trois bataillons. Au commencement de la campagne de Russie, tous les régiments suisses sont réunis pour la première fois au sein du 2e corps d'armée du maréchal Oudinot. Les 1er et 2e suisses servent à la brigade du général Jacques Lazare Savettier de Candras, laquelle fait partie de la division du général Merle avec les brigades Coutard (3e suisse et 128e de ligne) et Amey (4e suisse et 3e régiment provisoire croate).

#### Première bataille de Polotsk

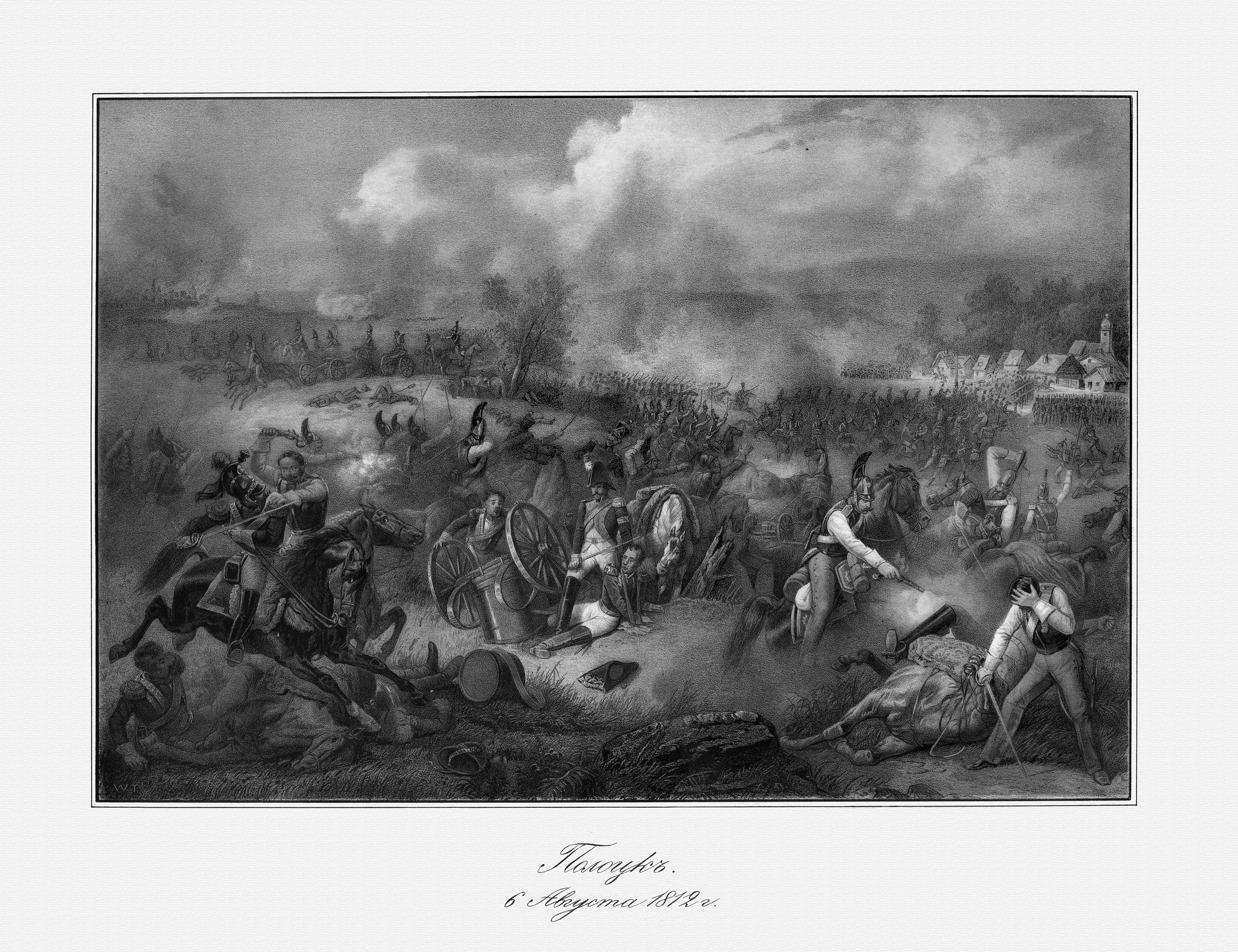
Scène de la première bataille de Polotsk, le 18 août 1812.

Dans les tout premiers jours de la campagne, le 2e corps d'Oudinot et le 10e corps du maréchal Macdonald reçoivent pour mission de sécuriser le flanc gauche (ou nord) de la Grande Armée, le long du fleuve Dvina. Après s'être heurtés à une farouche résistance du 1er corps détaché de la première armée de l'Ouest dirigé par le général Pierre Wittgenstein, les 2e corps et 6e corps se replient pour se retrancher sur une position défensive dans et aux alentours de Polotsk.
Le 17 août 1812, Wittgenstein attaque les Français en force et inflige un revers cuisant aux 2e et 6e corps. Oudinot ayant été blessé, le commandement retombe sur le général Gouvion-Saint-Cyr, chef du 6e corps, qui contre-attaque le 18 et parvient à chasser les Russes du champ de bataille ; il obtient pour cette victoire le bâton de maréchal. Au cours de l'engagement, les 1er, 2e et 3e régiments suisses sont initialement tenus en retrait des combats, avant d'être placés en réserve le 18 par Gouvion-Saint-Cyr dans le cas où les choses tourneraient mal pour les Français. Gouvion-Saint-Cyr lui-même aurait déclaré à propos des Suisses :

« Je connais les Suisses. J'ai eu un bataillon du 1er régiment sous mes ordres à Castelfranco en Italie. Les Français sont plus impétueux dans l'offensive, mais lorsqu'il s'agit d'une retraite, nous pouvons compter sur le calme et le courage des Suisses. »

Dans l'après-midi, les 1er, 2e et 3e suisses jouent un rôle important lorsque Wittgenstein décide de lancer une puissante charge de cavalerie afin de rétablir sa position chancelante. La cavalerie russe enfonce une brigade française mais est ensuite prise sous le feu de plusieurs carrés d'infanterie suisses qui la repoussent. Gouvion-Saint-Cyr, forcé de se déplacer en calèche à cause d'une précédente blessure, manque de peu d'être capturé lorsque sa voiture est renversée dans la confusion ambiante et ne doit son salut qu'à l'intervention du 3e régiment suisse. Le nombre de pertes essuyées par les Suisses au cours de cette journée est, dans l'ensemble, très faible.
Pendant les deux mois qui suivent, les Suisses mènent une existence relativement calme dans la région de Polotsk, en dépit de la proximité des Russes. Le fait que tous les régiments servent ensemble pour la première fois depuis leur création permet à des membres d'une même famille et à d'anciens compagnons d'armes de socialiser et de se retrouver après s'être longtemps perdus de vue. Les soldats bâtissent de solides huttes pour leur confort personnel et des retranchements ainsi que des fortifications de campagne partout où les abords de la ville ne sont pas protégés par des cours d'eau. De leur côté, les officiers vont à la chasse ou se battent en duel. La vie quotidienne sur place est cependant loin d'être idéale en raison d'un manque de nourriture fraîche et d'eau potable qui engendre diverses maladies, parmi lesquelles la dysenterie, dont la virulence clairsème impitoyablement les rangs des régiments suisses.

#### Seconde bataille de Polotsk

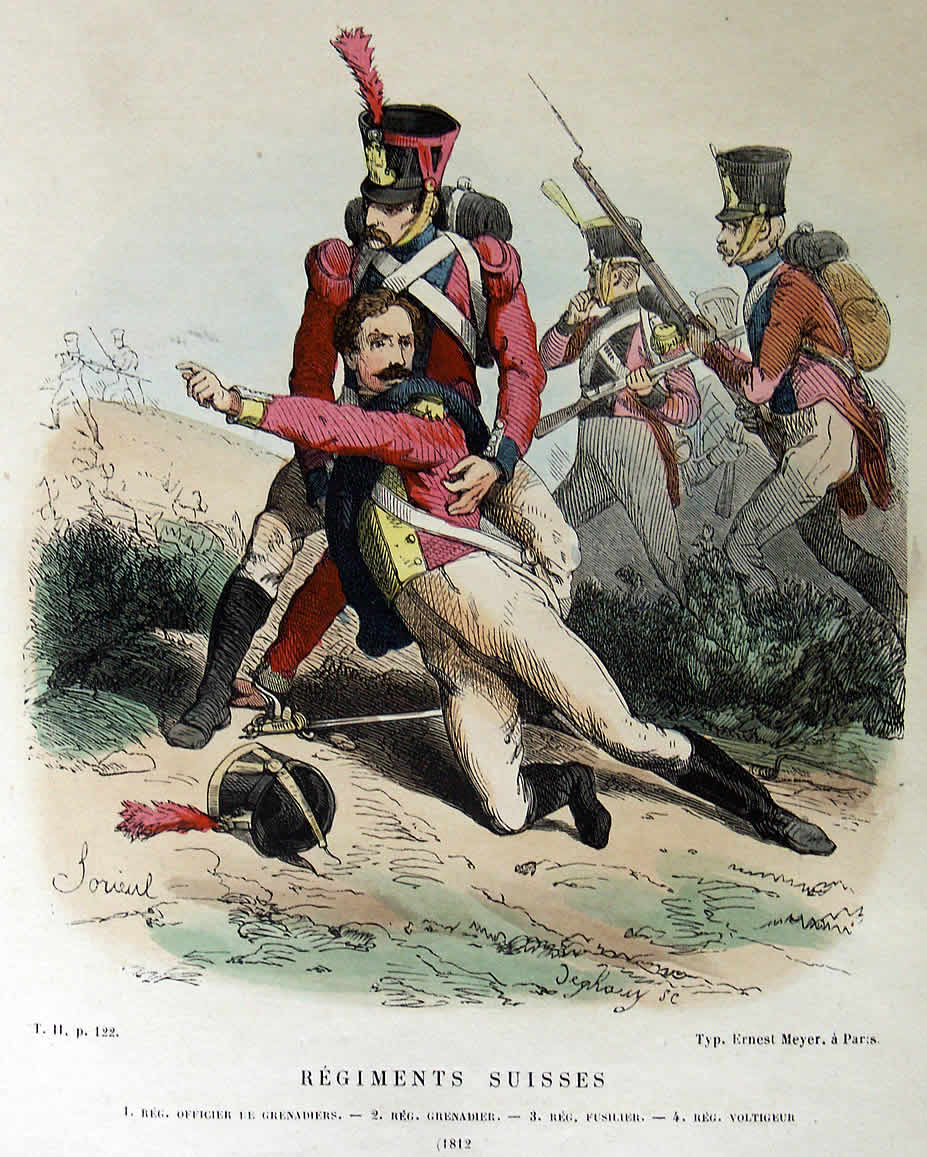
Uniformes de différentes unités suisses en service dans l'armée française (illustration de Jean Sorieul). Au premier plan, un officier de grenadiers du 1er régiment suisse est soutenu par un grenadier du 2e régiment.

Les Russes repartent finalement à l'offensive le 17 octobre 1812, ce qui donne lieu à la seconde bataille de Polotsk. Les troupes russes sont, une fois de plus, celles du 1er corps détaché de Wittgenstein, que celui-ci a résolu de scinder en trois colonnes ; face à eux, les unités franco-bavaroises des 2e et 6e corps, commandés respectivement par Oudinot et Gouvion-Saint-Cyr,. Les 40 000 hommes de Wittgenstein se déploient pour mener une attaque concentrique sur les positions défendues par les troupes de Gouvion-Saint-Cyr, dont l'effectif est inférieur à 30 000 hommes. Simultanément, un contingent de 12 000 Russes sous les ordres du général Stengel avance le long de la rive sud de la Dvina afin d'opérer une attaque de flanc destinée à couper les Français de leur ligne de retraite. Les 1er et 2e régiments suisses font toujours partie de la brigade Candras, appartenant à la 9e division du général Merle, bien que le 1er suisse n'aligne sur le terrain que deux bataillons, contre trois pour les 2e et 4e régiments. La division Merle est postée sur l'aile gauche du dispositif français tandis que le 4e suisse est en garnison à l'intérieur de Polotsk, le 3e suisse étant quant à lui à l'extrême-droite française, quelque part sur la route de Vitebsk, en compagnie de divers éléments de la 3e division de cuirassiers et du 3e régiment de chevau-légers-lanciers.
Le 1er suisse se distingue particulièrement le premier jour de la bataille. Les compagnies d'élite du régiment (grenadiers et voltigeurs) forment, à cette occasion, deux « bataillons d'élite » séparés. Le 17, les grenadiers menés par les capitaines Jean Gilly et Jean-Pierre Druey occupent la chapelle de Rostna et un cimetière clos attenant, transformé en place forte. À 19 h, le bataillon subit l'assaut de deux régiments russes. Les Suisses résistent jusqu'à l'épuisement complet de leurs munitions, avant de se frayer un chemin à travers les forces russes qui les encerclent dans une charge furieuse à la baïonnette, laissant 150 morts derrière eux mais sans abandonner un seul blessé. Après que les grenadiers survivants aient réussi à regagner les lignes françaises, tous les officiers du régiment se rassemblent à minuit pour assister à l'inhumation des deux capitaines des grenadiers, tués au cours de la mêlée.
Les combats s'intensifient à partir du 18. Un premier assaut russe est dirigé contre la droite française mais finit par être repoussé à l'issue d'un combat en dents de scie qui se prolonge une bonne partie de la journée. Wittgenstein décide ensuite d'attaquer la gauche de son adversaire. Les 1er et 2e régiments suisses ainsi que le 3e régiment provisoire croate sont alors déployés un peu en avant des retranchements français et, avant d'avoir pu se mettre à l'abri, se retrouvent pris sous le feu des Russes, auquel ils répondent par plusieurs salves puis par une charge à la baïonnette qui repousse les assaillants. Le porte-étendard du 2e suisse, blessé, transmet son emblème au capitaine Louis Bégos. Cet officier est alors approché par le capitaine Leonard Müller, l'un des plus grands hommes du régiment, qui lui réclame l'honneur de défendre l'aigle régimentaire. Bégos accepte mais constate avec stupeur que Müller, sitôt entré en possession de l'étendard, se précipite sur les Russes au cri de « en avant le 2e ! » ; les Suisses, ignorant tous les ordres de repli, s'élancent alors à la suite du capitaine.
Cet acte de bravoure se révèle néanmoins d'une pure inconscience. En effet, les Suisses attaquent seuls, sans soutien d'aucune sorte, sous le feu nourri de l'infanterie et de l'artillerie russes qui leur infligent des pertes considérables. Lorsqu'il ne leur est plus possible d'avancer, ils ne cèdent du terrain qu'avec réticence et reculent comme à la parade, ce qui leur vaut l'admiration de leurs alliés comme de leurs ennemis. Dans l'espoir de leur porter le coup de grâce, Wittgenstein lance sa cavalerie, dont plusieurs détachements montés de la Garde impériale russe, sur les soldats en uniforme rouge, mais ces derniers, sous la harangue du colonel du 1er suisse Raguetti qui exhorte les hommes des deux régiments à rester dans le rang et à ne pas se décourager, font bonne contenance. Un officier nommé Rösselet, témoin de cet épisode, évoque dans ses Souvenirs la fermeté des troupes suisses :

« […] la résistance fut opiniâtre. Le régiment se déploie, fait des feux de peloton, marche en avant, fait halte, recommence un feu de file qu'il cesse, pour faire demi-tour et se retirer au pas ordinaire. Il s'arrête encore, fait face en tête, recommence le feu […],. »

Ayant regagné la sécurité des lignes françaises, les deux régiments suisses comptent leurs pertes, qui s'élèvent à plus de 60 officiers et 1 100 hommes de troupe. Révélateur de cette saignée est le cas d'une compagnie d'infanterie dirigée par un certain sergent-major Bornand, blessé lui-même à trois reprises (un coup de sabre à la tête, une balle dans le bras et une blessure à la jambe), qui, à la fin de la journée, n'aligne plus que trois hommes du rang et un unique caporal. Le colonel Castella, du 2e régiment suisse, indique que, des 50 officiers de son unité présents sous les drapeaux avant le début de la bataille, 33 ont été tués ou blessés.
En dépit de leurs lourdes pertes, les Suisses ont su conserver leurs aigles. Le capitaine Müller ayant été tué raide peu après le déclenchement de sa charge, l'aigle du 2e régiment est un moment à la merci des Russes. Le capitaine Bégos se précipite pour sauver l'emblème mais constate que le tissu du drapeau est resté coincé sous le corps de Müller, qu'il ne parvient d'abord pas à déplacer du fait de son poids. Bégos finit par s'agenouiller et, probablement sous l'effet de l'adrénaline, réussit enfin à extirper le drapeau. Il remet ensuite l'aigle à un sous-officier, avec ordre de transporter celle-ci en lieu sûr, tandis que lui-même reprend à son poste à la tête de ses troupes. Le lieutenant Legler et le sergent Kaa parviennent de leur côté à préserver l'aigle du 1er suisse, sans que les circonstances de ce « sauvetage » soient connues.
Le 19 octobre — Napoléon quitte Moscou le jour même —, les Russes de Wittgenstein, très éprouvés par les combats, passent une grande partie de la journée à se reposer et à attendre que leur manœuvre d'enveloppement porte ses fruits. Gouvion-Saint-Cyr, perçant à jour les desseins de son adversaire, ordonne aussitôt la retraite afin d'échapper à l'encerclement. L'évacuation de Polotsk par les Français, grâce aux ponts établis sur la Dvina, est favorisée par un brouillard épais et s'effectue dans une telle discrétion que les Russes ne se rendent initialement compte de rien. Certains soldats commettent cependant l'erreur d'incendier leurs baraquements avant leur départ au petit matin, ce qui déclenche une réaction immédiate des Russes. Les 3e et 4e régiments suisses figurent parmi les unités chargées de défendre la ville à tout prix afin de permettre au reste de l'armée d'effectuer sa retraite. La lutte pour la possession de Polotsk dégénère rapidement en un combat acharné, livré de nuit dans une ville bâtie en bois et devenue la proie des flammes. Les Russes s'étant rendus maîtres des défenses extérieures de la ville, un affrontement au corps-à-corps s'ensuit dans les rues et les maisons de Polotsk, qui ne compromet cependant en rien l'organisation et la discipline des Suisses.
La performance des Suisses lors de la seconde bataille de Polotsk est considérée comme l'un des plus brillants faits d'armes accomplis par les troupes étrangères au service de la France durant les guerres napoléoniennes. Le maréchal Gouvion-Saint-Cyr reconnaît dans son rapport que c'est à l'action des Suisses qu'il doit d'avoir conservé l'intégralité de ses bagages et de son artillerie, ce qui ne l'empêche pas de les réprimander pour le courage « excessif » du 18 octobre, si coûteux en vies humaines. Napoléon lui-même fait l'éloge du comportement des Suisses dans le 28e bulletin de la Grande Armée, publié le 1er novembre, et attribue 34 croix de la Légion d'honneur à l'ensemble des quatre régiments.

#### Retraite de Russie et passage de la Bérézina

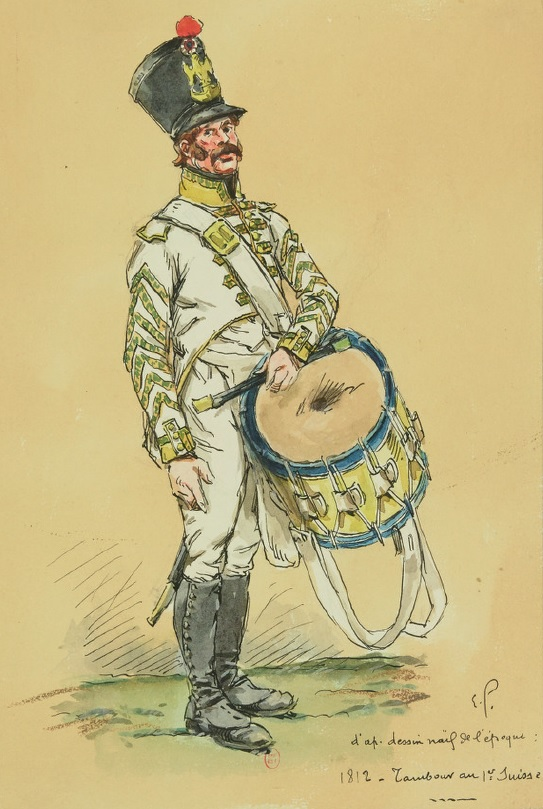
Tambour du 1er régiment suisse en 1812 (par Ernest Fort).

Après Polotsk, les Suisses et les unités subsistantes du 2e corps se replient lentement vers le gros des forces françaises, en retraite depuis Moscou. Bien que numériquement affaiblis, les Suisses sont encore en bonne condition physique, notamment grâce aux manteaux chauds et aux chaussures neuves trouvés à Polotsk et dont nombre d'entre eux sont à présent équipés ; aussi la vision des débris de la Grande Armée, qu'ils rejoignent sur les rives de la Bérézina, provoque-t-elle la consternation dans leurs rangs.
De manière impromptue, Napoléon passe les régiments suisses en revue le 27 novembre, avant que ces derniers ne franchissent les ponts érigés en hâte en travers de la Bérézina afin d'y remplir la mission d'importance cruciale que l'Empereur leur a assignée : garantir la sûreté de la ligne de retraite française face aux forces russes de l'amiral Tchitchagov. Après une nuit de bivouac agitée en pleine forêt, les hommes sont réveillés par un chant patriotique suisse traditionnel, entonné par le lieutenant David Legler et un chœur d'officiers et de soldats.
La mince ligne de bataille qui se déploie en cette matinée du 28 novembre 1812 pour contenir l'assaut des Russes se compose des quatre régiments suisses, de la légion de la Vistule, du 123e de ligne (formé à partir d'ex-régiments du royaume de Hollande) et du 3e régiment provisoire croate, auxquels s'ajoute la division de grosse cavalerie du général Doumerc, le tout sous le commandement des maréchaux Ney et Oudinot. L'ensemble de ces unités ne dépasse pas 7 000 hommes, soit un effectif très inférieur à celui de leurs adversaires.
La bataille dure un jour entier. Attaqués par huit régiments d'infanterie russes au complet, les Suisses épuisent le peu de munitions qu'il leur reste, puis, sur ordre direct du général Merle, s'ébranlent à la baïonnette pour refouler les assaillants. S'étant ainsi donné un peu d'« air », ils se replient, récupèrent des munitions et, de là, répètent à l'identique la séquence (jusqu'à huit fois d'affilée lors des affrontements du 28). Ceux d'entre les Suisses qui ne sont pas blessés, sans possibilité de se rassasier, doivent repousser les limites de leurs forces physiques pour continuer de disputer le terrain aux Russes par de vigoureuses charges à la baïonnette jusqu'à la tombée de la nuit. Après que tous les tambours aient été tués ou blessés, le capitaine Rey est contraint de ramasser une caisse gisant sur le sol pour battre la charge en personne.
Si la prestation remarquable des Suisses n'est probablement pas, à elle seule, suffisante pour assurer le gain de la bataille, elle s'additionne aux exploits accomplis par les autres unités étrangères et surtout par la division de cavalerie de Doumerc, laquelle, forte de 400 sabres des 4e, 7e et 14e cuirassiers, met en déroute toute une division russe et fait 2 000 prisonniers. Lorsque les combats s'interrompent à 22 h par épuisement des combattants, les Français sont toujours maîtres de leurs positions et ont permis à Napoléon et aux ultimes débris de la Grande Armée d'échapper à l'anéantissement.
Les pertes des régiments suisses à la Bérézina sont sévères, particulièrement chez les officiers dont beaucoup disposent encore d'une monture et constituent donc des cibles de choix pour l'adversaire. Le chef de bataillon Blattman est ainsi tué d'une balle en plein front qui le renverse de son cheval. Bien que les circonstances n'aient pas permis d'établir un décompte exacte du nombre de victimes, il ne fait aucun doute que les Suisses sont pratiquement annihilés en tant que force combattante, en dépit du fait que chacun des quatre régiments est parvenu à conserver son aigle. En tenant compte des traînards et des divers détachements, il est probable que la division Merle ne compte plus que 300 soldats.
Ayant fait part à Napoléon de son désir de récompenser individuellement tous les soldats suisses ayant pris part à la bataille de la Bérézina, le général Merle convainc l'Empereur de décerner la croix de la Légion d'honneur à 62 d'entre eux. L'ordre portant application de cette mesure est cependant perdu, de sorte qu'aucune distinction n'a jamais été attribuée aux officiers et soldats survivants des régiments suisses. Leur action ne passe cependant pas inaperçue aux yeux de leurs compatriotes suisses, qui célèbrent en eux des héros et puisent dans le récit de leurs exploits un semblant de fierté nationale.

### Guerre de la sixième coalition

#### Réorganisation
En raison des pertes catastrophiques subies en Russie, les régiments suisses sont réorganisés de fond en comble à l'orée de la campagne de 1813. Après avoir amalgamé les soldats présents dans les dépôts, les survivants de la campagne de Russie, les nouvelles recrues, les blessés en convalescence, les détachements revenus d'Espagne et autres éléments disparates, chacun des quatre régiments suisses est capable de former une unique bataillon d'active (contre trois précédemment). Plusieurs petits contingents suisses sont également en garnison dans diverses forteresses (en particulier Custrin) toujours en possession des Français alors que le gros des troupes napoléoniennes évacue le duché de Varsovie et la Prusse-Orientale.

#### Campagne d'Allemagne (1813)

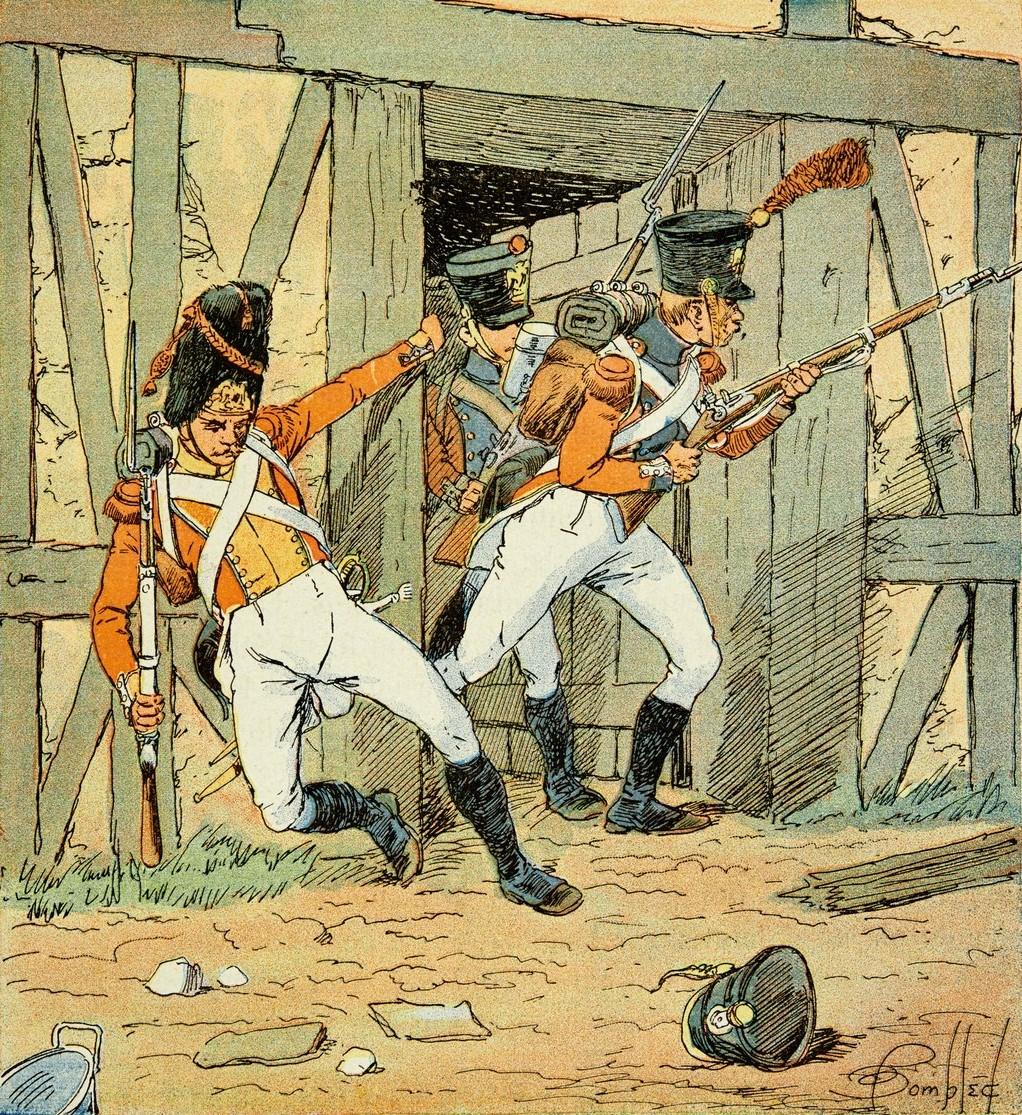
Infanterie suisse sous le Premier Empire : grenadier du 1er régiment et fusiliers des 2e et 3e régiments (par Louis Bombled).

Le 1er régiment suisse est en 1813, selon les documents officiels, le plus faible des quatre régiments, avec un effectif de 587 hommes dont 210 vétérans de la campagne de Russie. Au printemps, les quatre régiments suisses sont affectés au corps d'observation de la Hollande du général Molitor, chargé de défendre les départements hollandais de l'Empire. C'est finalement en octobre que les 1er et 3e suisses pénètrent en Allemagne pour prendre position sur l'ancien champ de bataille de Minden, dans le royaume de Westphalie.
Le 10 octobre 1813, le 1er suisse, accompagné de 50 recrues du 4e suisse, rejoint la garnison de Brême. La ville compte 30 000 habitants, d'une loyauté pour le moins douteuse envers les Français. Le renfort des Suisses est d'autant plus apprécié par le commandant de la place, le colonel Thullier, qu'il doit faire face, le 13 octobre, à l'assaut d'une force mixte de 4 à 5 000 cosaques et cavaliers du corps franc prussien sous les ordres du général Tettenborn. La compagnie de voltigeurs du 1er suisse, dirigée par le capitaine Segesser, se voit confier la défense du faubourg est de Brême. Un officier français témoin du combat note que les Suisses « tiraient avec une précision si incroyable que tout soldat ennemi qui osait se montrer était rapidement tué ou blessé ». Alors que leurs adversaires se replient, les fantassins suisses commettent cependant l'erreur de les poursuivre à découvert en rase campagne. Un groupe de cosaques surgit sur ces entrefaites et met en fuite une unité de cavalerie française qui s'avançait en soutien, abandonnant les voltigeurs à leur sort. Ces derniers choisissent alors de combattre plutôt que de se rendre. L'affrontement est inégal : sur 97 hommes, 86 sont tués, blessés ou capturés. Le capitaine Segesser, mortellement blessé, figure parmi les victimes.
Le lendemain, les hostilités recommencent avec davantage de vigueur et des pertes suisses croissantes, mais la résistance de la garnison fléchit après que son chef, le colonel Thullier, ait été tué et son second, le major Dufresne, blessé. Le 15 octobre, le nouveau commandant de la place négocie une capitulation honorable qui permet à la garnison de recevoir les honneurs de la guerre, avec la promesse de ne pas combattre les Alliés au nord du Rhin. Les recruteurs de la légion russo-allemande tentent de convaincre les Suisses de déserter et de s'enrôler dans cette unité, mais ces derniers repoussent leur offre avec dédain. En vertu d'un décret du 22 décembre 1813, quatre officiers et deux soldats suisses se voient attribuer la Légion d'honneur pour leur participation à la défense de Brême.

#### Campagne de France (1814)

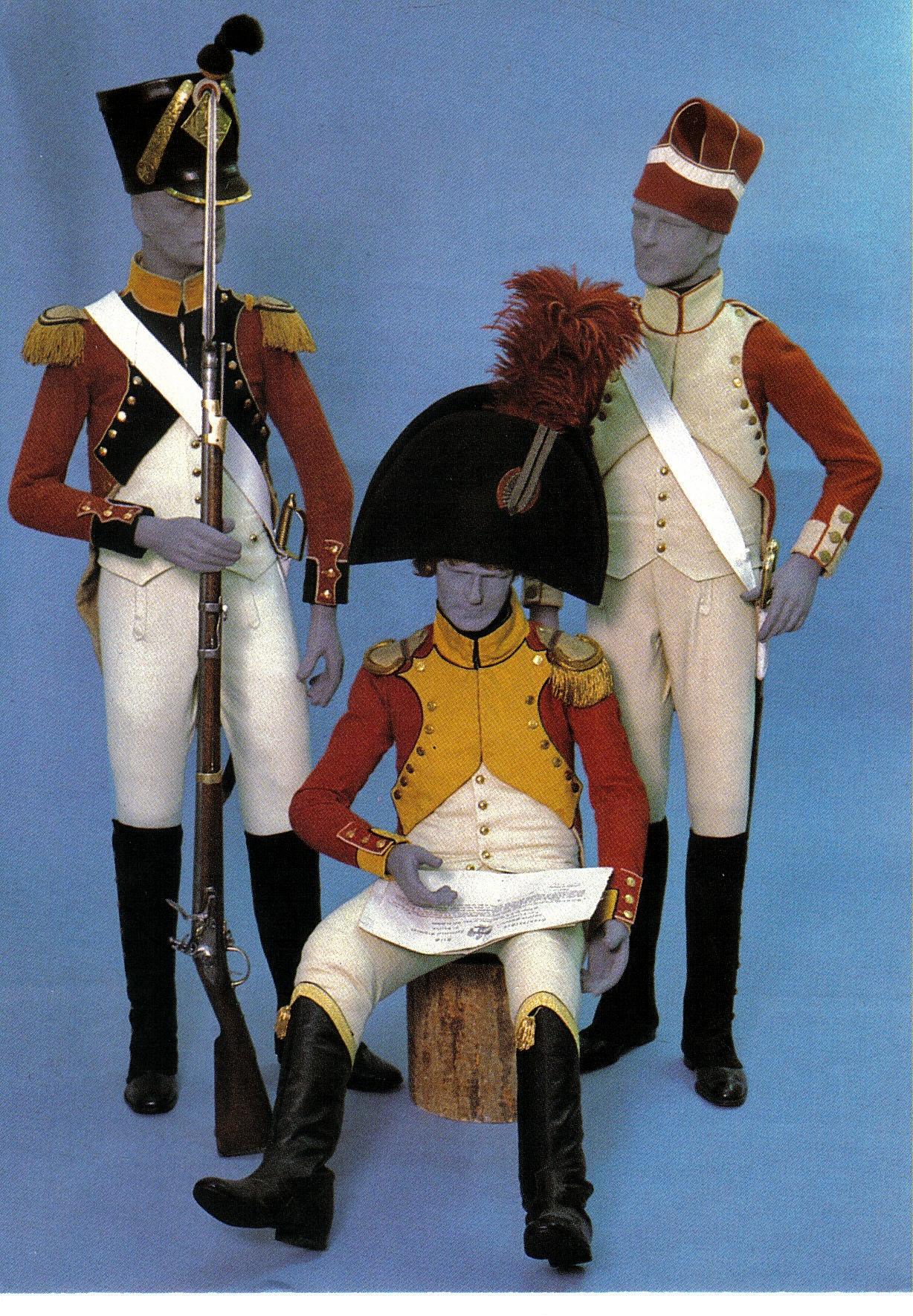
Panel d'uniformes suisses du temps des guerres napoléoniennes. De gauche à droite : fantassin du 3e régiment, officier du 1er régiment et soldat du bataillon valaisan.

Après la défaite de Napoléon à Leipzig, à la mi-octobre, tous les régiments suisses sont contraints de se replier vers la France mais connaissent chacun un destin différent. Vaincu à Brême, le 1er suisse est reconduit sur les rives du Rhin pour y être incorporé à la garnison de Maastricht, où il demeure jusqu'à la fin de la guerre, ravagé par le typhus davantage que par les combats. Un faible détachement du régiment se trouve également dans Metz lorsque la ville est assiégée par les Alliés en janvier 1814 ; durant cette période, un début de mutinerie éclate dans ses rangs après que des soldats suisses, sous le prétexte d'arriérés de solde, aient refusé de participer aux travaux de fortification. L'instigateur de ce trouble est promptement jugé et fusillé.
De leur côté, les autorités suisses cherchent à obtenir le rapatriement des régiments suisses dès la fin du mois de décembre 1813, invoquant pour ce faire une clause de la convention signée avec la France qui indique qu'une telle action est autorisée en cas d'invasion du territoire suisse ; toutefois, les circonstances empêchent cette résolution d'être mise en pratique.
Avec la première abdication de Napoléon et le retour des Bourbons sur le trône de France, la nouvelle monarchie française ne manifeste aucune intention de modifier la convention passée avec les Suisses, de sorte que le statut des régiments suisses demeure pour un temps inchangé. Leur vie quotidienne est cependant marquée par le retour des prisonniers libérés, la nécessité de soigner les blessés et le départ de nombreux détachements pour les dépôts dispersés aux quatre coins de l'Europe.

### Dissolution
À la suite du retour de Napoléon de l'île d'Elbe, les Suisses sont en proie à un sérieux dilemme. Ils ont en effet juré allégeance aux Bourbons, conformément aux instructions des autorités suisses qui refusent de renouveler l'alliance au bénéfice de l'Empereur. Ce dernier exhorte les Suisses à défier leur propre gouvernement et à se rallier à lui, mais la plupart des soldats, par patriotisme ou simplement lassitude de la guerre, préfèrent regagner leurs foyers.
Malgré tout, certains Suisses choisissent de combattre pour Napoléon. Ils constituent un régiment commandé par le colonel Christophe Stoffel, qui a servi en tant que capitaine au 3e suisse en 1807 mais n'a occupé depuis lors que des fonctions d'état-major. Doté d'un seul bataillon, ce régiment sert dans le 3e corps du général Vandamme lors de la campagne de Belgique de 1815, notamment à la bataille de Wavre durant laquelle il est anéanti,.

## Uniformes
En tant qu'émanation de la 3e demi-brigade helvétique, le 1er régiment paraît avoir conservé l'uniforme de cette dernière : habit rouge avec revers, collet, parements (à pattes rouges) et passepoil de poches jaunes. Le collet, les pattes de parements et les retroussis blancs sont doublés d'un passepoil bleu ciel. Durant la période 1809-1812, la coiffure est un shako noir à cordons blancs tandis que la tenue s'enrichit d'épaulettes jaunes et d'un passepoil blanc sur le collet.
Les détails et la coupe de l'uniforme subissent de nouvelles modifications avec l'entrée en vigueur du règlement de 1812. L'habit comporte désormais un collet et des revers jaunes fermés bordés tous deux d'un passepoil rouge et des pattes de parements à liseré blanc. Les fusiliers se voient attribuer des épaulettes rouges à galon jaune alors que les grenadiers reçoivent des épaulettes entièrement rouges ; ces mêmes grenadiers paraissent avoir conservé leur bonnet à poils, orné d'une plaque de cuivre frappée d'une grenade.
Le régiment dispose en outre d'un ensemble complet de musiciens qui participe à la campagne de Russie. En 1805, l'habit des tambours du 1er suisse présente des similarités avec celui de la 3e demi-brigade helvétique, à savoir bleu avec collet, parements, pattes de parements et revers jaunes, le tout galonné d'or et passepoilé de bleu ciel. Les tambours arborent également sur leurs épaules des ornements rouges en forme de nid d'hirondelle, bordés de jaune.

## Étendards

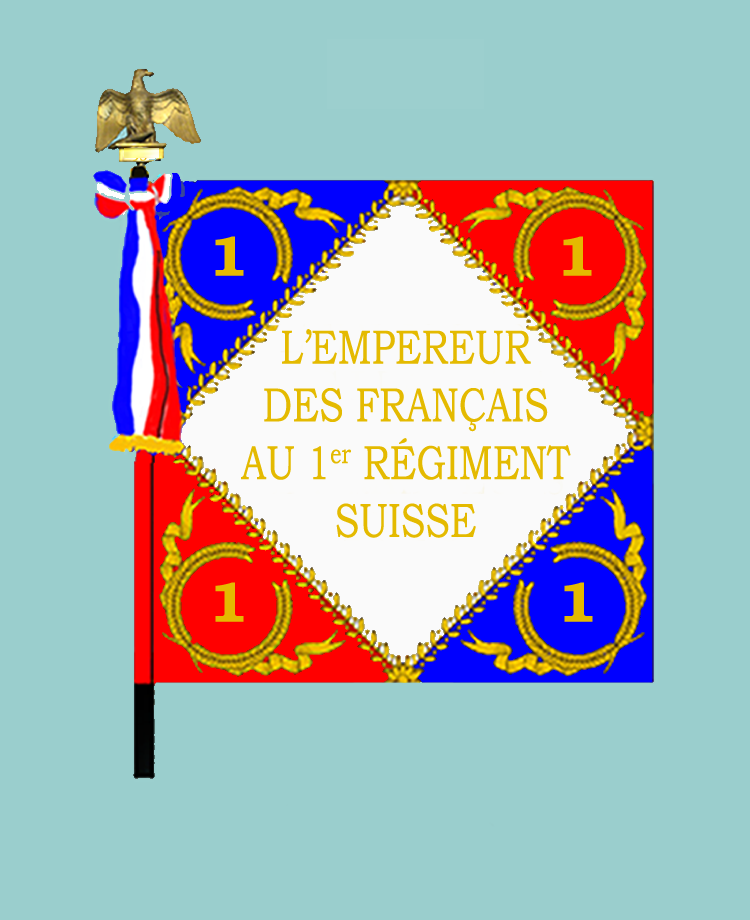
Drapeau modèle 1804 du 1er régiment suisse.

Lors de leur création, tous les régiments suisses reçoivent une aigle et son étendard du modèle 1804, d'un type identique à celui utilisé par les troupes françaises. Il semble en revanche que les Suisses n'aient jamais été dotés d'aigles du modèle 1812. Les demi-brigades helvétiques dont est issu le 1er régiment possédaient des aigles et des couleurs distinctives propres, mais ces dernières sont remplacées lors de la formation de la nouvelle unité. Une aigle et un étendard sont distribués à raison d'un par bataillon au cours du premier trimestre 1806. L'aile de l'une des aigles est brisée lors de la première bataille de Polotsk avant que l'emblème soit sauvé de la capture durant la deuxième bataille du même nom grâce à l'intervention du sergent Kaa. Préservé lors de la retraite de Russie par le lieutenant Legler, sa présence est évoquée à Maastricht en janvier 1814. Des officiers abritent l'aigle et l'étendard en sûreté après l'abdication de Napoléon et ces derniers sont encore brièvement utilisés par le 2e régiment étranger en 1815.

## Chefs de corps
Sous le Premier Empire, deux colonels se succèdent au commandement de l'unité :
- 18 juillet 1805-9 décembre 1812 : colonel André Raguetti[6], ancien commandant de la 3e demi-brigade helvétique[3], mort après avoir été fait prisonnier par les Russes à Vilna[6] ;
- Décembre 1812-4 mai 1814 : colonel Rodolphe Louis Emmanuel Réal de Chapelle, colonel en second du régiment depuis 1805[6].